# Archigny
Archigny település Franciaországban, Vienne megyében. Lakosainak száma 1060 fő (2022. január 1.). Archigny Bellefonds, Bonnes, Bonneuil-Matours, Chauvigny, Chenevelles, Monthoiron, Pleumartin, La Puye, Saint-Pierre-de-Maillé és Sainte-Radégonde községekkel határos.

## Népesség
A település népességének változása:
| Lakosok száma | 1112 | 1124 | 1125 | 1092 | 1076 | 1070 | 1063 | 1062 | 1060 |
|               | 2013 | 2015 | 2016 | 2017 | 2018 | 2019 | 2020 | 2021 | 2022 |